# 妙國寺前停留場
妙國寺前停留場（日语：／ Myōkokuji-mae teiryūjō */?）是一個位於日本大阪府堺市堺區宿屋町東1丁，屬於阪堺電氣軌道阪堺線的停留場。車站編號為HN20。

### 車站構造
夾著平交道2面2線的地面車站。

## 相鄰停留場
阪堺電氣軌道
■阪堺線
神明町（HN19）－妙國寺前（HN20）－花田口（HN21）